# Ганс-Гельмут Клозе
Ганс-Гельмут Клозе (нім. Hans-Helmut Klose; 9 вересня 1916, Вустров — 19 жовтня 2003, Фленсбург) — німецький офіцер і розвідник, капітан-лейтенант крігсмаріне, віцеадмірал бундесмаріне. Кавалер Німецького хреста в золоті.

## Біографія
Син старшого вчителя школи мореплавства й капітан-лейтенанта резерву. 3 квітня 1936 року вступив у крігсмаріне, служив на есмінцях і торпедних катерах. З жовтня 1941 року — командир катера. Учасник ряду боїв у Ла-Манші. З квітня 1944 року — командир 2-ї флотилії катерів навчальної дивізії катерів на Балтійському морі. Учасник боїв в Фінській і Ризькій затоках. Наприкінці Другої світової війни його взяли в полон британські війська.
Перебуваючи в полоні, в 1946 році вступив в Німецьку адміністрацію з розмінування, командир тральщика. Учасник розмінування Скагерраку і данських вод. Після розпуску адміністрації працював в її наступниці, Асоціації розмінування Куксгафена, де серед іншого відповідав за контакти з Організацією Гелена.
В 1948 році отримав від британського флоту спеціальне завдання — допомогти переправити агентів у країни Балтії. Спочатку Клозе виконував завдання на колишніх катерах крігсмаріне, які були додатково обладнані для операцій на далекі відстані і малопомітної швидкості, а потім — на нових катерах. Хоча група катерів Клозе успішно виконувала завдання до 1955 року, зрештою агенти були спіймані КДБ і операції припинили. Після цього основним завданням групи стала радіоелектронна телекомунікаційна розвідка. Для цього катери Клозе були оснащені відповідними антенами і змогли отримати важливу інформацію про збройні сили радянського блоку.
1 квітня 1956 року катери Клозе були передані бундесмаріне і включені в навчальну ескадру швидкісних катерів в Кілі. На прощання Клозе висловив подяку першому морському лорду Луїсу Маунтбеттену. Клозе очолив навчальну ескадру швидкісних катерів (пізніше — 1-ша ескадра швидкісних катерів), а його розвідники стали основою розвідувальної служби бундесмаріне.
В 1962/63 роках — командир есмінця 4, служив в штаб-квартирі НАТО у Фонтенбло. В 1963/64 роках служив у оперативному відділі командування флоту. В 1964/68 роках — військово-морський аташе у Вашингтоні. В 1968/70 роках — командир флотилії швидкісних катерів. В 1970/71 роках — командувач ВМС на Північному морі. З 1971 року — заступник командувача, з 1974 року — командувач флоту. 30 вересня 1978 року вийшов на пенсію, після чого працював на верфях.

## Нагороди
- Залізний хрест 2-го і 1-го класу
- Нагрудний знак мінних тральщиків
- Німецький хрест в золоті (31 січня 1944)
- Нарукавна стрічка «Курляндія»
- Орден «За заслуги перед Федеративною Республікою Німеччина»
  - командорський хрест (1973)
  - великий офіцерський хрест (1978)